# エドゥアルド・ベリッソ
マヌエル・エドゥアルド・ベリッソ・マグノーロ（Manuel Eduardo Berizzo Magnolo .  1969年11月18日 - ）は、アルゼンチン・トゥクマン州クルス・アルタ出身の元サッカー選手。現指導者。

## 選手経歴
1988年にニューウェルズ・オールドボーイズに入団し、1993年までプレー。同年から3年間はメキシコにわたり、CFアトラスでプレー。1996年から3年間は母国の強豪CAリーベル・プレートでプレー。
1999年夏、リーグ・アンのオリンピック・マルセイユと契約し、30歳目前でヨーロッパ進出。2001年1月にセルタ・デ・ビーゴに移籍。2002-03シーズンはラ・リーガを4位で終え、チーム史上初のUEFAチャンピオンズリーグに出場。翌2003-04シーズンのチャンピオンズリーグは、予備予選を勝ち上がり、ACミランやアヤックス・アムステルダムなどが同居したグループHを2位で勝ち上がる大健闘を見せたが、決勝トーナメント1回戦でアーセナルFCに敗退。更にリーガは19位で終わり、セグンダ・ディビシオンに降格。2004-05シーズンはセグンダ2位で1年でのリーガ復帰に貢献し、契約満了での退団。2005-06シーズンをカディスCFでプレーした後に、引退した。

### アルゼンチン代表
1996年10月に、1998 FIFAワールドカップ・南米予選のベネズエラ戦で、アルゼンチン代表デビュー。しかし、本大会は招集外で終了。コパ・アメリカ1997、コパ・アメリカ1999の代表に選出されたものの、2002 FIFAワールドカップのメンバーにも招集されず、ワールドカップに出場することは出来なかった。7

## 指導者経歴
2007年からマルセロ・ビエルサの下でチリ代表のアシスタントコーチを務める。以降はCDオヒギンスの監督などを歴任。
2014年5月20日、全盛期を過ごしたセルタ・デ・ビーゴの監督に就任。同年11月1日のFCバルセロナ戦では、敵地カンプ・ノウで1-0の完封勝利を収め、73年振りに対バルサ戦アウェーゲームでの勝利を達成。2014-15シーズンは8位。更に翌2015-16シーズンは6位に入り、2016-17シーズンのUEFAヨーロッパリーグ出場権をもたらす。同シーズンのヨーロッパリーグでは準決勝進出に導いたものの、優勝したマンチェスター・ユナイテッドFCに敗退。リーガの方も13位に終わり、シーズン終了後に退任した。
2017年6月14日、セビージャFCの監督に就任。しかし、同年11月に前立腺がんを発症していたことが発覚。ベリッソの離脱以降、チームは低迷。主治後のリハビリを経て復帰したものの、チームは奮わず、同年12月22日に解任された。
2018年6月1日、アスレティック・ビルバオの監督に就任。しかし、クラブワーストの13試合未勝利を記録し降格圏に陥り、同年12月5日に解任された。
2019年2月18日、パラグアイ代表の監督に就任した。しかし、コパ・アメリカ2019、コパ・アメリカ2021は準々決勝止まり。2022 FIFAワールドカップ・南米予選でも下位に低迷し、2021年10月14日の同予選のボリビア戦で、0-4の大敗を喫した試合後に解任された。
2022年5月26日、チリ代表の監督に就任した。前述の通りビエルサがチリ代表監督であった時にアシスタントコーチを務めており、就任記者会見ではビエルサに就任の報告をしたことや、ビエルサとは定期的に連絡を取り合っている事などを語った。